# Hemicloeina bluff
Hemicloeina bluff is een spinnensoort uit de familie Trochanteriidae. De soort komt voor in West-Australië en Zuid-Australië.